# Carme LXXXV
Odi et amo (lett. "Odio ed amo") è l'incipit e il titolo del carme 85 del poeta latino Catullo. È l'epigramma più noto di tutto il suo Liber.

## Testo
Il carme è composto da un solo distico elegiaco: 
Odi et amo. Quare id faciam, fortasse requiris.
Nescio, sed fieri sentio et excrucior
Ti odio e ti amo. Ti chiederai come io faccia. Non so, ma sento che succede e mi struggo
Come tutte le opere di poesia classica, il carme può essere letto (nella convenzione scolastica moderna) in base alle regole della metrica classica.
Di seguito è riportata la maniera corretta di scandire ed accentare il distico elegiaco:
Òdi et a/mò. Qua/re ìd faci/àm, for/tàsse re/quìris.
Nèscio, / sèd fie/rì // sèntio et / èxcruci/òr.
Il contrasto di sentimenti che l'amore provoca ("Ti odio e, contemporaneamente, ti amo") è uno dei tòpoi più comuni nella letteratura mondiale di ogni tempo. Un componimento simile, ma non uguale, poiché contrapponeva non amore ed odio ma amore ed assenza d'amore, lo si ritrova in uno scritto di Anacreonte:
(Frammento 46, Gentili)

## La traduzione
Proprio per la sua fama, il carme 85 è stato tradotto numerose volte, da autorevoli poeti e non, oltre che da importanti latinisti. La difficoltà nella traduzione di questo carme è comune alla traduzione anche di altri testi poetici, a causa della forte espressività nella lingua latina e anche dell'importanza metrica. Proponiamo, dunque, varie traduzioni di questo carme. Rispettando il significato del carme il più possibile, la traduzione è la seguente: 
"Odio ed amo. Perché lo faccia, mi chiedi forse. / Non lo so, ma sento che succede e mi struggo"
Traduzione invece rispettosa della metrica catulliana è quella del Pascoli:
"L'odio e l'adoro. Perché ciò faccia, se forse mi chiedi, / io, non so: ben so tutta pena che n'ho"
Salvatore Quasimodo tenta invece di dare una traduzione più letterale e moderna rispetto al Pascoli:
"Odio e amo. Forse chiederai come sia possibile; / non so, ma è proprio così e mi tormento"
Più recentemente, Francesco Della Corte ha tradotto il distico ripristinando il significato etimologico del verbo excrucior:
"Odio e amo. Forse mi chiedi come io faccia. / Non so, ma sento che questo mi accade: qui è la mia croce"
Infine proponiamo la traduzione del bolognese Stefano Benni, il quale prova ad avvicinare il più possibile il lettore al testo antico, traducendolo in una mistura tra italiano e napoletano, in rima:
"Odio e amo: / fusse che chiedi / comme faccio? / nunn 'o ssaccio / ma lo faccio / e mme sento nu straccio!"
Parte della lirica è stata ripresa n ritornello del brano "Marte" dell'artista Doppio, in cui riprende altri celebri testi di poesia classica e moderna:
"Amo ed odio, ed è impossibile. Sotto la mia pelle brucerà, mentre il tuo sguardo divora la mia voce, e il tuo cuore di ghiaccio mi mette in croce"
Inoltre il celebre Carme è anche protagonista di traduzioni poetiche, che si distanziano da quelle letterali, poiché cariche di ulteriori significati:
"Odio e amo, me e te. Forse ti chiedi come, non lo so, o lo ignoro, guardando altro. Sono appeso tra il mondo e la nostra idea."

## Analisi
Pur essendo composto da un unico distico elegiaco, questo carme racchiude in sé il mondo interiore di Catullo. Il poeta esordisce con un ossimoro "Odi et amo" che è forse la massima espressione del dissidio interiore del poeta: da una parte troviamo l'amore passionale per Lesbia, dall'altra l'odio profondo per i suoi continui tradimenti. Nella domanda quare, domanda retorica la cui risposta è nescio, è presente l'intero dubbio catulliano: egli non trova risposta razionale alla sua tribolazione interiore di cui non può che prendere atto.
Il sentimento amoroso fin dall'antichità è considerato come contraddittoria alternanza di esaltazione e disperazione: la poetessa greca Saffo, alla quale Catullo si ispirò, lo aveva definito ossimoricamente γλυκύπικρον ἀμάχανον ὄρπετον, "dolceamara invincibile fiera". Un altro termine chiave viene posto alla fine del componimento, è il verbo excrucior, che letteralmente significa "sono messo in croce",  rimanda, con la sua pronuncia, all'idea del dolore lacerante; dal punto di vista semantico il termine implica una componente fortemente drammatica: la condanna alla croce, nel mondo romano, era la condanna a morte più umiliante, riservata solo a schiavi e rivoltosi e mai applicata a cittadini romani. Questo breve distico è passato alla storia come una delle più famose e più belle poesie d'amore di tutti i tempi.
A livello sintattico, il periodare è più lineare che contorto: Odi; fortasse requiris e Nescio sono le tre proposizioni principali indipendenti; et amo è proposizione coordinata alla prima; Quare id faciam è una proposizione subordinata interrogativa indiretta; infine sed fieri sentio et excrucior sono due proposizioni coordinate alla terza.